# Patrick Whelan
Patrick Mark Whelan (Warrington, 25 agosto 1996) è un cestista britannico.

## Carriera

### Nazionale
Nel 2022 è stato convocato dalla Gran Bretagna per gli Europei.

## Palmarès
- British Basketball League: 1

Leicester Riders: 2021-2022